# فرودگاه جام‌نگر
فرودگاه جام‌نگر (به انگلیسی: Jamnagar Airport) (به زبان بومی: જામનગર વિમાનમથક) یک فرودگاه نظامی و همگانی با کد یاتا JGA است که یک باند فرود بتن دارد و طول باند آن ۲۵۱۲ متر است. این فرودگاه در شهر جام‌نگر کشور هند قرار دارد و در ارتفاع ۲۱ متری از سطح دریا واقع شده‌است.